# نمذجة ثلاثية الأبعاد
في الرسومات ثلاثية الأبعاد، النمذجة 3D هي عملية التمثيل الرياضي لأي سطح ثلاثي الأبعاد للجسم (إما جامدة أو متحرك) عن طريق برامج كومبيوتر مخصصة. يسمى المنتج  بنموذج 3D. يمكن عرضه كصورة ثنائية البعد من خلال عملية تسمى التصيير أو استخدامها في المحاكاة الحاسوبية للظواهر الفيزيائية. ويمكن أيضا أن يتم إنشاء نموذج حقيقية باستخدام أجهزة طباعة ثلاثية الأبعاد. يمكن إنشاء النماذج تلقائيا أو يدويا. عملية النمذجة هي إعداد البيانات الهندسية للرسومات 3D بالكمبيوتر هذا يشبه الفنون التشكيلية مثل النحت.
برنامج النمذجة هي فئة من تطبيقات الحاسوب المستخدمة لإنتاج نماذج 3D . ويطلق على هذه الفئة من البرامج تطبيقات النمذجة أو النماذج.

## النمذجة
النماذج الثلاثية البعد تمثل كائن ما باستخدام مجموعة من النقاط في الفضاء 3D، ترتبط ما بينها بأشكال هندسية مثل المثلثات والخطوط والسطوح المنحنية، يمكن إنشاء باليد، أو حسابيا (النمذجة الإجرائية)، أو مسحها ضوئيا.
وتستخدم نماذج 3D على نطاق واسع في الرسومات 3D. العديد من ألعاب الكمبيوتر تستخدم الصور المنتجة من نماذج 3D .
اليوم، يتم استخدام نماذج 3D في طائفة واسعة من المجالات. يستخدم في الصناعة الطبية نماذج مفصلة من للأجهزة حيث يتم إنشاء عدة شرائح ثنائية البعد للصورة من الرنين المغناطيسي أو الأشعة المقطعية. صناعة السينما تستخدم النمذجة لإنشاء الشخصيات والكائنات المتحركة الصور المتحركة. صناعة ألعاب الفيديو يستخدمها لألعاب الكمبيوتر والفيديو. يستخدم قطاع العلوم يستخدمها كنماذج مفصلة لمركبات الكيميائية.
صناعة الهندسة المعمارية
يستخدمها لإثبات المباني والمناظر الطبيعية المقترحة من خلال برمجيات النماذج المعمارية. فضلا عن مجموعة كبيرة من الاستخدامات الأخرى. في العقود الأخيرة بدأ المجتمع علوم الأرض لبناء نماذج 3D الجيولوجية. يمكن أيضا أن تكون نماذج 3D أساس للأجهزة المادية التي يتم بناؤها مع طابعات 3D أو آلات التصنيع باستخدام الحاسوب.

### التمثيل
يمكن تقسيم نماذج الثلاثية البعد إلى فئتين.
- الصلبة/مفصلة - هذه النماذج تحديد حجم الكائن ومحتوياته. وهذه هي أكثر واقعية، ولكن صعبة البناء. وتستخدم النماذج الصلبة معظمها لمحاكاة nonvisual مثل المحاكاة الطبية والهندسية، لCAD وتطبيقات البصرية المتخصصة مثل تتبع الأشعة والهندسة.
- المحددة/غلاف - هذه النماذج تمثل السطح الكائن فقط، على سبيل المثال حدود الكائن، وليس حجمه (مثل قشر البيض). هذه هي أسهل للعمل مع من النماذج الصلبة. تقريبا جميع النماذج البصرية المستخدمة في الألعاب والأفلام هي نماذج قذيفة.

لأن ظهور كائن يعتمد إلى حد كبير على السطح الخارجي للكائن، تمثيلات الحدود/الغلاف شائعة في رسومات الحاسوب. سطح ثنائي البعد يكفي لتشكيل الكائن، كذلك لا بد من تقريب رقمي مفصل باستخدام الشبكة المضلعية هو التمثيل الأكثر شيوعا، على الرغم من أن تقنية استخدام النقطة حصل على بعض الشعبية في السنوات الأخيرة. كذلك تقنية (مجموعات المستوى) مفيدة لتشويه الأسطح التي تخضع لتغييرات كثيرة في الطوبوغرافية مثل السوائل.

## عملية النمذجة
هناك ثلاث طرق 
شائعة لتمثل نموذجا:
- نمذجة المضلع: ربط النقاط في الفضاء 3D، من خلال قطاعات الخطوط لتشكيل شبكة من المضلعات - وتبنى الغالبية العظمى من النماذج 3D اليوم كنماذج مضلعة، لأنها مرنة ولأن أجهزة الكمبيوتر يمكن أن تعالج العمل بسرعة. ومع ذلك، هذه الطريقة لديها مشكل مع الأسطح المنحنية، فيستخدم العديد من المضلعات لتشكيل شكل انسيابي.
- نمذجة منحنى: يتم تشكيل السطح بواسطة المنحنيات، وهذه المنحنيات تتأثر بمكان النقاط.ليس بالضرورة ملامسة النقطة للسطح. وتسمى الطريقة بـنيربس (NURBS).
- النحت الرقمي: طريقة جديدة نسبيا من النمذجة، أصبح النحت شعبي جدا في السنوات القليلة. يوجد حاليا 3 أنواع من النحت الرقمي: النزوح، والتي هي الأكثر استخداما على نطاق واسع بين التطبيقات.الحجمي وديناميكية التغطية بالفسيفساء. يستخدم نموذج النزوح (في كثير من الأحيان التي تولدها الأسطح) وتخزن الإحداثيات باستخدام خريطة الصورة 32BIT .الحجمي الذي يستند على فوكسل, حيث يقسم السطح باستخدام التثليث للحفاظ على سطح أملس والسماح بكشف التفاصيل الدقيقة. هذه الأساليب تسمح بإنشاء اجسام عالية الدقة.

مرحلة النمذجة تعني تشكيل الأجسام الفردية التي يتم استخدامها في وقت لاحق. وهناك عدد من تقنيات النمذجة، بما في ذلك:
- هندسة البناء الصلبة
- السطوح الضمني
- تقسيم السطوح

النمذجة يمكن أن يؤديها برنامج مخصص (Cinema 4D, form•Z, Maya، ثري دي إس ماكس، Blender, Lightwave, Modo, solidThinking), أو بواسطة لغة وصف مثل (كما هو الحال في POV-Ray). في بعض الحالات، في مثل هذه الحالات النمذجة مجرد جزء من عملية إنشاء مشهد.
وعلى غرار المواد المعقدة مثل الرمال، الغيوم، الماء، فيتم هذا من خلال نظام الجسيمات حيث تكون كتلة 3D هي الجسم المطلوب ويتم ثمثيلها في عملية التصيير على انها جسم خاص.

## المقارنة مع الطرق 2D
الصور الثلاثية البعد غالبا يمكن تحقيقها دون استعمال النمذجة. برامج تحرير الصور والمرشحات سواء النقطية أو الرسوميات متجهية يمكنها أن تعطي نفس الناتج. لكن مزايا النمذجة 3D مقارنة مع الرسوم الثنائية البعد هي ما يلي:
- المرونة، والقدرة على تغيير زوايا أو تحريك الصور مع تقديم أسرع في التغيرات.
- سهولة الفهم، تمتلك آثار واقعية بدلا من تصور عقليا أو التقدير.
- الرسم بأدق التفاصيل ، فرصة أقل من الخطأ البشري بالمبالغة أو نسيان.

العيوب مقارنة 2D قد تشمل صعوبة في تعلم البرمجيات وتحقيق بعض الآثار الواقعية في المشهد. لكن يمكن تحقيقها باستخدام مرشحات خاصة مدرجة في برامج النمذجة 3D. فللحصول على أفضل ما في العالمين، بعض الفنانين يستخدمون مزيج من النمذجة 3D تليها تحرير الصور الثنائي البعد.

## سوق النماذج 3D
يعتبر سوق النماذج نشيط جدا (وكذلك المحتويات التي لها علاقة 3D، مثل القوام، ومخطوطات، وغيرها) - إما لنماذج المصنوعة فرديا أو من طرف مجموعات كبيرة. فهناك مواقع للأسواق على الإنترنت تقدمها، مثل TurboSquid، The3DStudio، CreativeCrash، CGTrader، FlatPyramid، NoneCG، CGPeopleNetwork ودياز 3D، تسمح للفنانين ببيع المحتوى الذي صنعه. وفي كثير من الأحيان، الهدف هو الحصول على قيمة إضافية من الأصول التي تم إنشاؤها مسبقا للمشاريع. بذلك، يمكن للفنانين كسب المزيد من المال من محتوى القديم، ويمكن للشركات توفير المال عن طريق شراء نماذج مسبقة الصنع بدلا من دفع الموظف لإنشاء نموذج من البداية. تستفيد هذه الأسواق عادة بتقسيم الأرباح بينها وبين الفنان حيث قد يتحصل على 40٪ إلى 95٪ من المبيعات وفقا للسوق. في معظم الحالات، يحتفظ الفنان بملكية نموذجه 3D؛ الزبون يشتري فقط الحق في استخدام وتقديم النموذج. بعض الفنانين يبيع منتجة مباشرة في المتاجر الخاصة التي تقدم منتجاتها بسعر أقل من خلال عدم استخدام الوسطاء.

## الطباعة 3D
الطباعة ثلاثية الأبعاد هو شكل من أشكال تكنولوجيا التصنيع المضافة، حيث يتم إنشاء كائن ثلاثي الأبعاد عن طريق وضع طبقات متعاقبة من المواد.

## الاستخدمات
تستخدم النمذجة في صناعات مختلفة مثل الأفلام والرسوم المتحركة والألعاب، والتصميم الداخلي والهندسة المعمارية. كما أنها تستخدم في الصناعة الطبية لتمثيلات التفاعلية في التشريح. ويستخدم عدد كبير من البرامج 3D أيضا في بناء التمثيل الرقمي لنماذج ميكانيكية أو أجزاء قبل أن يتم تصنيعها في الواقع. وتستخدم برامج CAD / CAM في هذه المجالات، ليس فقط بناء الأجزاء، يمكن أيضا تجميعها، ومراقبة وظائفها.
ويستخدم النمذجة 3D أيضا في مجال التصميم الصناعي، حيث المنتجات 3D لها دور في الدعاية التجارية في وسائل الإعلام.